# Atletica leggera ai Giochi della XVI Olimpiade
Ai Giochi della XVI Olimpiade di Melbourne nel 1956 vennero assegnati 33 titoli in gare di atletica leggera, di cui 24 maschili e 9 femminili
- Durata del programma: dal 23 novembre al 1º dicembre
- Nazioni partecipanti: 61
- Numero di atleti iscritti: 720, di cui 573 uomini e 147 donne[1]
- Sede delle gare: Melbourne Cricket Ground di Melbourne
- Programma maschile: la gara di marcia su pista è sostituita dai 20 km su strada. È questa l'ultima modifica nel programma di atletica leggera maschile che, per il resto del XX secolo, non subirà più nessun altro mutamento.
- Nell'atletica maschile: 3 nuovi record mondiali, 15 nuovi record olimpici
- Nell'atletica femminile: 3 nuovi record mondiali, 6 nuovi record olimpici

## Partecipazione
In questa edizione si verifica quello che può essere considerato il primo boicottaggio dei Giochi. Due avvenimenti scuotono i delicati equilibri internazionali: 
- la Crisi di Suez, per effetto della quale non partecipano: Iraq, Egitto e Libano[2].
- la soppressione della Rivolta ungherese da parte dell'URSS, che provoca il ritiro delle nazionali di Paesi Bassi, Svizzera e Spagna.

La Cina popolare non partecipa ai Giochi perché contesta la legittimità del governo di Taiwan.
Nonostante la posizione periferica dell'Australia, Melbourne registra la partecipazione-record di 59 squadre nazionali:
| Paese                     | Atleti |
| ------------------------- | ------ |
| Argentina                 |        |
| Australia                 | 76     |
| Austria                   |        |
| Bahamas                   |        |
| Belgio                    |        |
| Birmania                  |        |
| Brasile                   |        |
| Bulgaria                  |        |
| Canada                    | 18     |
| Cecoslovacchia            | 16     |
| Ceylon                    |        |
| Cile                      |        |
| Colombia                  |        |
| Corea del Sud             | 7      |
| Cuba                      |        |
| Danimarca                 |        |
| Etiopia                   | 8      |
| Figi                      |        |
| Filippine                 |        |
| Finlandia                 | 19     |
| Francia                   | 29     |
| Squadra Unificata Tedesca | 43     |
| Giamaica                  |        |
| Giappone                  | 20     |
| Gran Bretagna             | 55     |
| Grecia                    |        |
| Guyana                    |        |
| India                     | 8      |
| Indonesia                 |        |
| Iran                      |        |
| Irlanda                   |        |
| Islanda                   |        |
| Israele                   |        |
| Italia                    | 21     |
| Jugoslavia                | 7      |
| Kenya                     | 8      |
| Liberia                   |        |
| Lussemburgo               |        |
| Malaysia                  |        |
| Messico                   |        |
| Nigeria                   | 10     |
| Norvegia                  |        |
| Nuova Zelanda             | 9      |
| Pakistan                  | 17     |
| Polonia                   | 23     |
| Portogallo                |        |
| Porto Rico                | 7      |
| Romania                   |        |
| Singapore                 |        |
| Stati Uniti               | 81     |
| Sudafrica                 | 9      |
| Svezia                    | 17     |
| Taiwan                    |        |
| Thailandia                | 8      |
| Trinidad e Tobago         |        |
| Turchia                   |        |
| Uganda                    |        |
| Ungheria                  | 19     |
| Unione Sovietica          | 75     |
| Uruguay                   |        |
| Venezuela                 |        |

Prima partecipazione assoluta nell'atletica leggera per:
- 2 stati sovrani: Etiopia e Liberia
- 4 colonie britanniche: Bahamas, Figi, Kenya e Uganda. Le isole Figi sono il terzo stato dell'Oceania, dopo Australia e Nuova Zelanda, a partecipare ai Giochi Olimpici.

Tra gli Stati di recente indipendenza, è la prima volta per Taiwan.
Ritornano: Colombia, Guyana britannica, Birmania e Trinidad e Tobago.

## Il punto tecnico
Anche in questa edizione è presente il cronometraggio elettrico, come riserva. I risultati sono resi noti dallo statistico inglese Bob Sparks (membro dell'Associazione internazionale degli statistici di atletica leggera, ATFS) che, come ad Helsinki, ha accesso alle pellicole del fotofinish.
A Melbourne il cronometraggio elettrico non serve solo per classificare gli atleti, ma anche a stabilire un ex aequo. Avviene nei 400 piani maschili, dove il sovietico Ignatjev ed il finlandese Hellsten finiscono terzi con lo stesso tempo manuale: 47"0. Si va a vedere il risultato al centesimo per poter attribuire il bronzo. Dal momento che anche il cronometraggio elettrico (usato come riserva) li dà alla pari (47"15 e 47"15), salgono entrambi sul podio.
Al congresso IAAF del 1954 è stata finalmente regolamentata la gara dei 3000 metri siepi. Prima di allora il numero degli ostacoli variava a seconda della manifestazione e dello stadio. Le siepi moderne, quelle che ancor oggi conosciamo, prevedono 28 barriere alte 91,4 cm e 7 fossati lunghi 3,66 metri con una profondità di 70 cm. Successivamente viene inaugurata la tabella ufficiale del record del mondo.

## Medagliere
| Posizione | Paese            | Oro | Argento | Bronzo | Totale |
| --------- | ---------------- | --- | ------- | ------ | ------ |
| 1         | Stati Uniti      | 16  | 10      | 5      | 31     |
| 2         | Unione Sovietica | 5   | 7       | 10     | 22     |
| 3         | Australia        | 4   | 2       | 6      | 12     |
| 4         | Gran Bretagna    | 1   | 4       | 2      | 7      |
| 5         | Polonia          | 1   | 1       | 0      | 2      |
| 6         | Norvegia         | 1   | 0       | 2      | 3      |
| 7         | Cecoslovacchia   | 1   | 0       | 1      | 2      |
| 8         | Brasile          | 1   | 0       | 0      | 1      |
| 8         | Francia          | 1   | 0       | 0      | 1      |
| 8         | Irlanda          | 1   | 0       | 0      | 1      |
| 8         | Nuova Zelanda    | 1   | 0       | 0      | 1      |
| 12        | Germania         | 0   | 5       | 2      | 7      |
| 13        | Ungheria         | 0   | 2       | 0      | 2      |
| 14        | Cile             | 0   | 1       | 0      | 1      |
| 14        | Islanda          | 0   | 1       | 0      | 1      |
| 14        | Jugoslavia       | 0   | 1       | 0      | 1      |
| 17        | Finlandia        | 0   | 0       | 3      | 3      |
| 18        | Grecia           | 0   | 0       | 1      | 1      |
| 18        | Svezia           | 0   | 0       | 1      | 1      |
| Totale    | Totale           | 33  | 34      | 33     | 100    |